# Волфганг ван Хејлен
Волфганг Вилијам ван Хејлен (хол. Wolfgang William Van Halen; 16. март 1991) амерички је музичар, тренутно басиста рок групе Ван Хејлен и син је Едија из поменуте групе.